# 蘇柳庫利亞瓦山
15°17′58″S 72°11′20″W / 15.29944°S 72.18889°W
蘇柳庫利亞瓦山（Sullucullahua），是秘魯的山峰，位於該國南部阿雷基帕大區，由卡斯蒂利亞省的查查斯區負責管轄，屬於奇拉山脈的一部分，海拔高度5,200米。